# (5630) Billschaefer
(5630) Billschaefer (1993 FZ) – planetoida z grupy pasa głównego asteroid okrążająca Słońce w ciągu 3,36 lat w średniej odległości 2,24 j.a. Odkryta 21 marca 1993 roku.